# Ello (película de 1927)
Ello (título original en inglés: It) es una película muda de 1927; una comedia romántica dirigida por Clarence G. Badger y Josef von Sternberg. Cuenta la historia de una chica que trabaja en unos grandes almacenes y pone su mirada en su apuesto y rico jefe. Su éxito de taquilla convirtió a la estrella de la película Clara Bow en una de las actrices más populares de la época, apodándola como la "It girl". Dorothy Parker bromeó sobre el carácter de Bow: "Eso, demonios: Ella lo tenía". La película se creyó perdida durante mucho tiempo, hasta que se encontró una copia en Praga en la década de 1960. En 2001, fue seleccionada para su conservación en el Registro Nacional de Cine de Estados Unidos por la Biblioteca del Congreso por ser "cultural, histórica o estéticamente significativa".

## Historia
La dependienta Betty Lou Spence (Clara Bow) está enamorada de su apuesto jefe, Cyrus Waltham, Jr. (Antonio Moreno), el nuevo gerente de los grandes almacenes de su padre, "los más grandes del mundo". Pero pertenecen a diferentes clases sociales y él ya está involucrado románticamente con la socialite Adela Van Norman (Jacqueline Gadsden). El tonto amigo de Cyrus, Monty (William Austin), se fija en Betty y ella lo usa para acercarse a Cyrus.
Cuando finalmente consigue atraer la atención de Cyrus, lo convence de que la lleve a una cita en Coney Island, donde él se lo pasa de maravilla con los placeres proletarios de las montañas rusas y los perritos calientes. Luego intenta besarla de camino a casa pero Betty Lou le abofetea y se apresura en salir de su coche y entrar en su piso. Ella le mira por la ventana mientras él se aleja.
Betty se proclama valientemente como madre soltera para proteger a su enferma compañera de cuarto Molly (Priscilla Bonner) cuando un par de trabajadores sociales entrometidos intentan llevarse a su bebé. Monty llega en el momento equivocado, forzando a Betty a continuar la farsa ante él, que luego se lo dice a Cyrus. Aunque está enamorado de ella, Cyrus le ofrece un "arreglo" que incluye todo menos el matrimonio. Betty Lou, conmocionada y humillada, se niega, renuncia a su trabajo y decide olvidar a Cyrus. Cuando se entera por el propio Monty sobre el malentendido de Cyrus, se enoja y promete darle una lección a su exnovio.
Cuando Cyrus organiza una excursión en yate, Betty Lou hace que Monty la lleve, haciéndose pasar por "Miss Van Cortland". Cyrus al principio quiere sacarla del barco, pero no puede resistirse mucho tiempo al factor "it" de Betty Lou, haciendo que finalmente la acorrale y le proponga matrimonio, pero ella lo recupera, diciéndole que "preferiría casarse con su oficinista", lo que logra su objetivo, pero le rompe el corazón.
A continuación, se entera de la verdad sobre el bebé, y deja a Monty al timón del yate para ir a buscarla. Monty estrella el yate contra un barco de pesca, lanzando al agua a Betty Lou y a Adela. Betty Lou salva a Adela, golpeándola en la cara cuando entra en pánico y amenaza con ahogarlas a ambas. Al final de la película, ella y Cyrus se reconcilian en el ancla del yate, con las dos primeras letras del nombre del barco, Itola, entre ellos. Monty y Adela están molestos por perder a sus amigos, sin embargo, se da a entender que buscan una relación entre ellos al final de la película.

## El concepto de «eso»
Se cree que Elinor Glyn inventó el concepto. En realidad, en 1904, Rudyard Kipling, en el cuento «Mrs. Bathurst» lo introdujo.

No es belleza, por así decirlo, ni necesariamente una buena charla. Es sólo «eso». Algunas mujeres se quedarán en la memoria de un hombre si una vez caminan por la calle.

En febrero de 1927 Cosmopolitan publicó una novela en dos entregas en la que Glyn definió:

Esa cualidad poseída por unos que atrae a todos los demás con su fuerza magnética. Con 'It' ganas a todos los hombres si eres mujer y a todas las mujeres si eres hombre. Puede ser una cualidad de la mente así como una atracción física.

## Producción
Paramount Pictures pagó a Glyn 50.000 dólares por el concepto. Le dieron un pequeño papel en la película como ella misma y se le dio un crédito de "historia y adaptación".
Hope Loring, Louis D. Lighton y George Marion Jr. (títulos) escribieron el guion. Carl Sandburg señaló que la historia de la revista de Glyn "no se parecía en nada a la película, no se parecía en nada a ella". 
Este es uno de los primeros ejemplos de "película conceptual" y también es uno de los primeros ejemplos de colocación de productos. A lo largo de la película se hace referencia al concepto de "ello" (it). En una escena, Glyn aparece como ella misma para definir "It" para el Sr. Waltham. Un ejemplar de Cosmopolitan Magazine ocupa un lugar destacado en otra escena, cuando el personaje de Monty lee la historia de Glyn y la presenta al público.
La actriz de teatro Dorothy Tree tuvo su primer papel en una pequeña parte no acreditada. Un joven Gary Cooper desempeñó un papel secundario como reportero de un periódico.

## Recepción
Fue un éxito entre el público estadounidense y rompió récords de taquilla. Los críticos elogiaron la película, especialmente a la protagonista de la que dijeron que era "una alegría contemplar".